# 格卢哈里村委员会
格卢哈里村委员会（俄语：Курганский сельсовет）是俄罗斯联邦阿穆尔州斯沃博德内区所属的一个村委员会。其下辖有3个居民点，行政中心为格卢哈里。据2016年统计，该村委员会的人口为460人。